# Rhodiola gelida
Rhodiola gelida är en fetbladsväxtart som beskrevs av Alexander Gustav von Schrenk. Rhodiola gelida ingår i släktet rosenrötter, och familjen fetbladsväxter. Inga underarter finns listade i Catalogue of Life.